# Ramot Menasze
Ramot Menasze (hebr. רמות מנשה; ang. Ramot Menashe; pol. Wzgórza Manassesa) – kibuc położony w Samorządzie Regionu Megiddo, w Dystrykcie Północnym, w Izraelu. Członek Ruchu Kibuców (Ha-Tenu’a ha-Kibbucit).

## Położenie
Kibuc Ramot Menasze jest położony na wysokości od 160 do 180 metrów n.p.m. w środkowej części Wyżyny Manassesa, na północy Izraela. Tutejszy teren opada w kierunku zachodnim, natomiast sam kibuc znajduje się na zboczu wzniesienia pomiędzy dwoma wadi. Po stronie północnej przepływa strumień Moed, który na zachodzie wpada do strumienia Menasze. Po stronie południowej przepływa strumień Szelef, który wpada do strumienia Nachal Dalijja. Wszystkie one łączą się z sobą w Wadi Milk na zachód od kibucu. Okoliczne wzgórza są częściowo zalesione, a częściowo wykorzystywane do upraw rolniczych lub pod pastwiska. W jego otoczeniu znajdują się kibuce Dalijja, Galed, Ramat ha-Szofet i En ha-Szofet, moszawy Giwat Nili, Ammikam, Bat Szelomo, Ofer, Kerem Maharal i Eljakim, oraz wieś komunalna En ha-Emek. Na północny zachód od kibucu znajduje się elektrownia Chaggit, a na północy baza wojskowa Eljakim.
Ramot Menasze jest położony w Samorządzie Regionu Megiddo, w Poddystrykcie Jezreel, w Dystrykcie Północnym Izraela.

## Historia
Pierwotnie w okolicy tej znajdowała się arabska wieś Dalijat ar-Rauha. Po I wojnie światowej w 1918 roku cała Palestyna przeszła pod panowanie Brytyjczyków, który w 1921 roku utworzyli Brytyjski Mandat Palestyny. Umożliwiło to rozwój osadnictwa żydowskiego w Palestynie. W latach 30. XX wieku żydowskie organizacje syjonistyczne zaczęły wykupywać grunty na Wyżynie Manassesa. W poszukiwaniu skutecznego rozwiązania narastającego konfliktu izraelsko-arabskiego w dniu 29 listopada 1947 roku została przyjęta Rezolucja Zgromadzenia Ogólnego ONZ nr 181. Zakładała ona między innymi, że wieś Dalijat ar-Rauha miała znaleźć się w granicach nowo utworzonego państwa żydowskiego. Arabowie odrzucili tę rezolucję i dzień później doprowadzili do wybuchu wojny domowej w Mandacie Palestyny. Od samego początku wojny okoliczne wioski były wykorzystywane przez arabskie milicje, które sparaliżowały żydowską komunikację w całym regionie. W styczniu 1948 roku syjonistyczny działacz Josef Weitz wezwał do usunięcia mieszkańców z arabskich wiosek Dalijat ar-Rauha i al-Butajmat. W dniu 1 marca 1948 roku wioski zajęły siły żydowskiej Hagany i Irgunu. Wysiedlono wtedy ich mieszkańców. W wyniku I wojny izraelsko-arabskiej (1948–1949) cała okolica znalazła się w państwie Izrael, co umożliwiło dalszy rozwój osadnictwa żydowskiego na Wyżynie Manassesa.
Grupa założycielska kibucu zawiązała się w 1946 roku we Włoszech. W jej skład weszli młodzi Żydzi ocaleni z Holocaustu. W większości byli to członkowie młodzieżowej organizacji syjonistycznej Ha-Szomer Ha-Cair z Polski. W dniu 18 maja 1946 roku przyjechali do Mandatu Palestyny i zamieszkali w kibucach Dalijja i En ha-Szofet na Wyżynie Manassesa. Uczyli się oni tutaj rolnictwa i zdobywali potrzebnego doświadczenia. W dniu 29 lipca 1948 roku założyli własny kibuc, którego nazwę zapożyczyli od Wyżyny Manassesa. Warunki życia w kibucu początkowo były niezwykle ciężkie. Pierwszych 64 pionierów mieszkało w prowizorycznych namiotach i szałasach, bez wody i prądu elektrycznego. Okoliczne pola były nieurodzajne, i mieszkańcy ciężko pracowali przy usuwaniu z nich kamieni. Aby utrzymać się, część mieszkańców zatrudniała się przy projektach zalesiania realizowanych przez Żydowski Fundusz Narodowy lub w innych miejscach poza kibucem. W 1950 roku zostali wzmocnieni grupą 30 imigrantów z Chile i Urugwaju. Proces ich asymilacji przebiegł bardzo szybko, dzięki czemu kibuc odniósł duże wzmocnienie. W 1955 roku przyjechało kolejnych 23 imigrantów z Urugwaju, a w 1962 roku grupa 31 osób z młodzieżowej organizacji Eszet. W kolejnych latach osiedlali się tutaj imigranci z Argentyny, Brazylii i Kuby. W latach 90. XX wieku osada znalazła się w kryzysie gospodarczym, w wyniku czego na początku XXI wieku przeprowadzono częściową prywatyzację. W 2007 roku wybudowano nowe osiedle mieszkaniowe.

## Demografia
Większość mieszkańców kibucu jest Żydami, jednak nie wszyscy identyfikują się z judaizmem. Tutejsza populacja jest świecka:

## Gospodarka i infrastruktura
Gospodarka kibucu opiera się na intensywnym rolnictwie i hodowli drobiu oraz bydła mlecznego. Uprawy polne koncentrują się na bawełnie i kukurydzy. Obora liczy około 250 krów i produkuje 2,8 mln litrów mleka rocznie. Farma drobiu produkuje poza jajkami około 420 ton mięsa rocznie. Sad zajmuje powierzchnię ponad 60 hektarów i koncentruje się na awokado. Głównym źródłem utrzymania jest spółka Arad Ltd., która specjalizuje się w produkcji wodomierzy. W kibucu jest przychodnia zdrowia, sklep wielobranżowy, zakład kosmetyczny oraz warsztat mechaniczny.
Na zachód od kibucu, w wadi strumienia Szelef znajduje się wylot podziemnego tunelu wodociągu Mekorot, który doprowadza wodę z Jeziora Tyberiadzkiego do położonej na południu kraju pustyni Negew. Tunel ma średnicę około 3,5 metra i długość około 7 km. Wlot do tunelu znajduje się przy strumieniu Gachara w Dolinie Jezreel (pomiędzy kibucami Ha-Zore’a i Miszmar ha-Emek). Został on wybudowany w 2008 roku.

## Transport
Z kibucu wyjeżdża się na północny wschód drogą nr 6954, którą dojeżdża się do skrzyżowania z drogą nr 672 przy kibucu Ramat ha-Szofet. Drogą nr 672 jadąc na południe dojeżdża się do skrzyżowania z drogą nr 6953 (prowadzi na wschód do kibucu En ha-Szofet) i dalej do kibucu Dalijja, lub na północ do wsi komunalnej En ha-Emek i moszawu Eljakim, oraz węzła drogowego z drogą ekspresową nr 70. Na zachód od kibucu przebiega autostrada nr 6, brak jednak możliwości bezpośredniego wjazdu na nią (wjazd z drogi ekspresowej nr 70).

## Edukacja i kultura
Kibuc utrzymuje przedszkole. Starsze dzieci są dowożone do szkoły podstawowej i średniej w kibucu En ha-Szofet. W kibucu jest ośrodek kultury z biblioteką, basen pływacki, sala sportowa z siłownią, oraz boisko do piłki nożnej.

## Turystyka
W kibucu zrozumiano walory turystyczne okolicy i podjęto szereg inwestycji zmierzających do rozwoju branży turystycznej. Istnieje możliwość wynajęcia tutaj pokoi noclegowych. Niewielka stadnina koni umożliwia przejażdżki konne wśród stad owiec. Położone na południu wadi strumienia Szelef jest porośnięte bujną roślinnością. W 2013 roku przeprowadzono tam prace porządkowe, udostępniając małe jeziorka oraz niewielki naturalny basen. Są to popularne miejsca wycieczkowe, gdzie w upalne dni można znaleźć ochłodę. W cieniu drzew wystawiono ławki. W 2000 roku utworzono Rezerwat przyrody Nachal Tut, który chroni roślinność oraz źródła i koryto rzeki Nachal Tut. Rezerwat zajmuje powierzchnię 396 hektarów. Tuż obok, w 2008 roku utworzono Rezerwat przyrody Nachal Dalijja, który chroni dorzecze strumienia Dalijja pomiędzy kibucem Dalijja i moszawem Bat Szelomo. Rezerwat zajmuje powierzchnię prawie 800 hektarów, na której ochronie podlega różnorodna roślinność. Obszar całej Wyżyny Menassesa stanowi od 2011 roku rezerwat biosfery UNESCO. Rezerwat biosfery obejmuje obszary zalesione, źródła strumieni, wzgórza wulkaniczne i stanowiska archeologiczne.